# 新伊萬尼夫卡 (尼科波爾區)
47°47′0″N 34°26′30″E / 47.78333°N 34.44167°E
新伊萬尼夫卡（烏克蘭語：Новоіванівка）是位於烏克蘭中部的村莊，由第聶伯羅彼得羅夫斯克州尼科波爾區的佩爾紹特拉夫內韋市鎮負責管轄。該村分別距離維索凱3.5公里和斯希德内2.5公里，始建於1840年，海拔高度80米，2001年人口920。